# Francesco Valguarnera Arrighetti
Francesco Valguarnera Arrighetti, principe di Valguarnera (... – 1704), è stato un nobile, militare e politico italiano del XVII secolo.

## Biografia
Nacque verso la seconda metà del XVII secolo da Giuseppe, II principe di Valguarnera, e dalla di lui consorte la nobildonna Vittoria Arrighetti Castelnuovo, di cui era il primo di tre figli. Succedette al padre, morto nel 1655, nei titoli di Principe di Valguarnera e Conte di Assoro, di cui ebbe investitura il 22 settembre dello stesso anno.
Intraprese l'attività militare, e nel 1674 gli venne affidata la carica di vicario generale nella Val Demone per la rivolta scoppiata a Messina. In detta funzione restituì alla regia ubbidienza la terra di Motta, e fece espugnare le fortezze di Taormina consegnate ai Francesi. Due anni più tardi, nel 1676, ebbe la carica di capitano di galera delle squadre del Regno di Sicilia, con cui resse la battaglia navale tra Francesi e Spagnoli combattuta nei pressi di Palermo.
Gentiluomo di camera del re Carlo II di Spagna, fu capitano di giustizia di Palermo (1680), e pretore nella medesima città (1686).

### Matrimoni e discendenza
Francesco Valguarnera Arrighetti, III principe di Valguarnera, sposò Antonia Grifeo Grimaldi, figlia di Francesco, principe di Gangi. Detta unione fece pervenire in casa Valguarnera il Principato di Gangi e il Marchesato di Regiovanni, e generò un solo figlio, Giuseppe, V principe di Gangi († 1700), il quale gli premorì, e pertanto gli succedette nel possesso dei beni feudali il nipote Francesco Saverio, IV principe di Valguarnera († 1739).